# John Abernethy (chirurgien)
Pour les articles homonymes, voir Abernethy.
John Abernethy, né à Londres le 3 avril 1764 et mort à Enfield le 20 avril 1831, est un physiologiste et chirurgien britannique.

## Biographie
John Abernethy est le fils de John Abernethy, un marchand londonien. Il commence son éducation à la Wolverhampton Grammar School sous la supervision du Dr Robertson, avant de devenir l'apprenti de M. Blicke, chirurgien au St. Bartholomew's Hospital. Il continue en suivant les enseignements de chirurgie de M. Pott, et les cours d'anatomie donnés par l'hôpital de Londres par le Dr Maclaurin et Sir William Blizard.
En 1787, il est élu chirurgien assistant au St. Bartholomew's Hospital, poste qu'il occupera pendant 28 ans avant d'obtenir le titre de chirurgien. Par la suite, il commence à enseigner l'anatomie dans sa maison, à Bartholomew Close, réussissant à réunir rapidement une large classe. Inspiré par ce succès, le gouverneur du St. Bartholomew's, décide de construire un amphithéâtre, où Abernethy enseigne dès 1791 l'anatomie, la physiologie, et la chirurgie, formant ainsi les débuts de la faculté de médecine. En parallèle, il suit les cours de John Hunter.

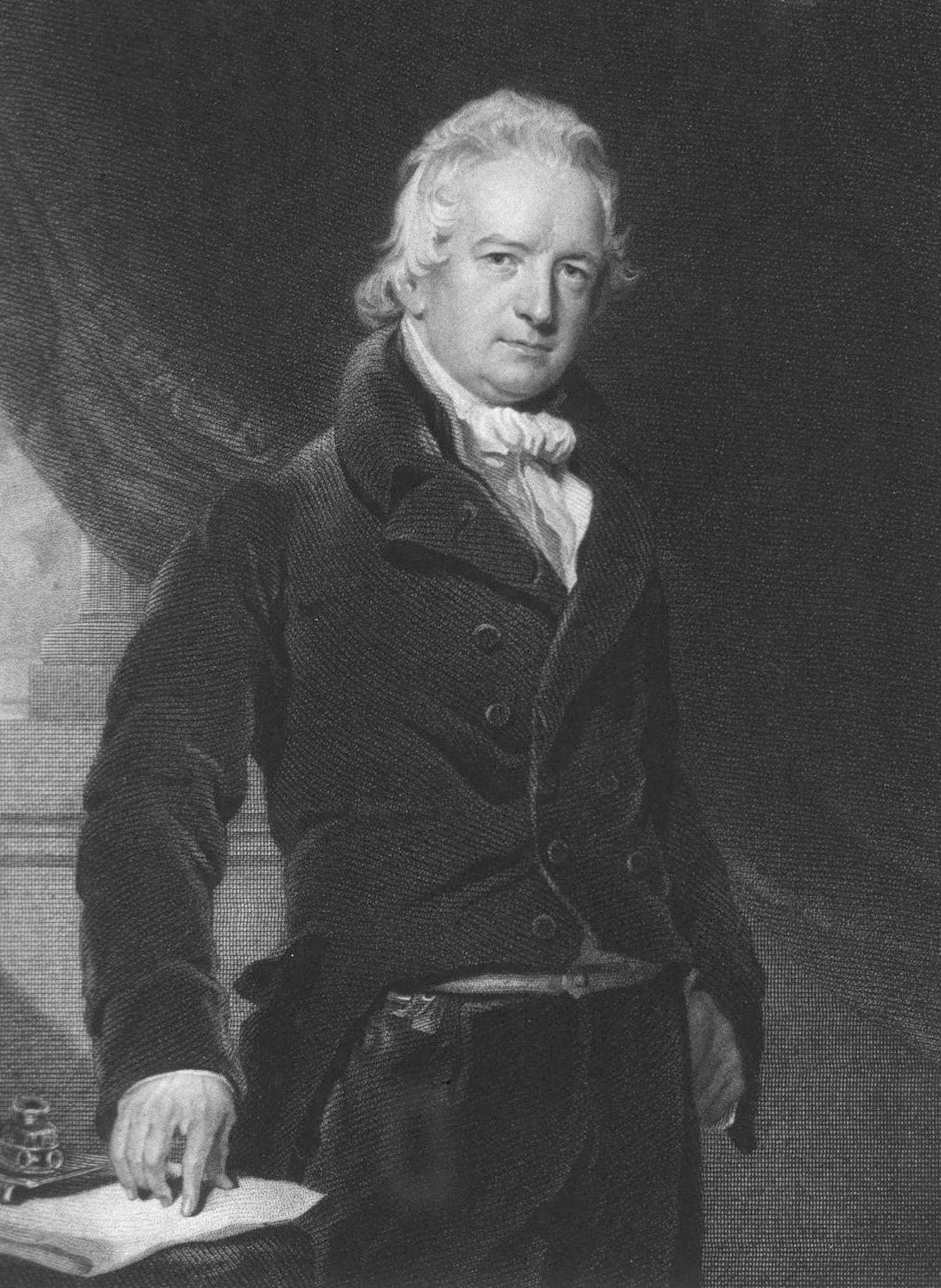
John Abernethy, 1764

En 1800, il épouse Anne Threlfall, d'Edmonton.
En 1814, il devient titulaire de la chaire de chirurgie du collège royal de Londres et devient réputé dans le traitement de l'anévrisme par ligature de l'artère iliaque externe.
Il est aussi connu pour le Abernethy biscuit, qui facilite la digestion.
Parmi ses travaux, le plus connu reste Surgical Observations on the Constitutional Origin and Treatment of Local Diseases (1809).
En littérature, John Abernethy est mentionné dans La Lettre volée d'Edgar Allan Poe (1844) ainsi que dans L'Étoile du sud de Jules Verne (chap. I).